# Kataiya
Kataiya è una città dell'India di 17.896 abitanti, situata nel distretto di Gopalganj, nello stato federato del Bihar. In base al numero di abitanti la città rientra nella classe IV (da 10.000 a 19.999 persone).

## Geografia fisica
La città è situata a 26° 34' 10 N e 84° 05' 33 E.

## Società

### Evoluzione demografica
Al censimento del 2001 la popolazione di Kataiya assommava a 17.896 persone, delle quali 9.284 maschi e 8.612 femmine. I bambini di età inferiore o uguale ai sei anni assommavano a 3.312, dei quali 1.726 maschi e 1.586 femmine. Infine, coloro che erano in grado di saper almeno leggere e scrivere erano 7.529, dei quali 4.935 maschi e 2.594 femmine.